# Generation (Fernsehserie)
Generation (stilisiert als Genera+ion) ist eine US-amerikanische Coming-of-Age- und Dramedy-Serie. Die Serie hatte am 11. März 2021 in den USA auf HBO Max Premiere. Im September 2021 gab HBO bekannt, dass keine zweite Staffel bestellt wurde. In Deutschland fand die Premiere auf RTL+ (ehemals TVNow) statt.

## Handlung
Die Serie handelt von einer Gruppe von High-School-Schülern der Generation Z, die ihre Sexualität in der modernen Welt erkundet.

## Produktion

### Entwicklung
Generation wurde erstmals im September 2019 mit einer Pilotfolge angekündigt. Die Pilotfolge wurde von Daniel Barnz und seiner Tochter Zelda Barnz geschrieben. Im Dezember 2019 wurde die Serie von HBO Max offiziell in Auftrag gegeben. Die Serie wurde von Daniel Barnz und Zelda Barnz erstellt. Ausführende Produzenten sind Daniel, Zelda, Ben Barnz (der Daniels Ehemann und Zeldas anderer Vater ist) und Lena Dunham.

### Casting
Im September 2019 wurden Martha Plimpton, Justice Smith, Chloe East, Haley Sanchez, Uly Schlesinger, Nathanya Alexander, Lukita Maxwell und Chase Sui Wonders als Hauptdarsteller besetzt, während Sam Trammell sich der Besetzung im selben Monat als Nebendarsteller angeschlossen hat. Im August 2020 wurde Nathan Stewart-Jarrett als weiterer Hauptdarsteller bekannt gegeben. Im Oktober 2020 wurden Anthony Keyvan, Diego Josef, J. August Richards, John Ross Bowie, Mary Birdsong, Patricia De Leon und Sydney Mae Diaz in Nebenrollen besetzt. Im Dezember 2020 traten Alicia Coppola, Marwan Salama und Marisela Zumbado in Nebenrollen der Besetzung bei.

### Dreharbeiten
Die Dreharbeiten für die Pilotfolge begannen im September 2019 an der South Pasadena High School. Während der COVID-19-Pandemie 2020 wurden die Dreharbeiten fortgesetzt.

## Besetzung und Synchronisation

### Hauptbesetzung
| Rolle   | Schauspieler           | Synchronsprecher    |
| ------- | ---------------------- | ------------------- |
| Arianna | Nathanya Alexander     | Derya Flechtner     |
| Naomi   | Chloe East             | Daniela Molina      |
| Ana     | Nava Mau               | Carolina Vera       |
| Delilah | Lukita Maxwell         | Jodie Blank         |
| Greta   | Haley Sanchez          | Friedel Morgenstern |
| Nathan  | Uly Schlesinger        | Philipp Lind        |
| Sam     | Nathan Stewart-Jarrett | Julien Haggège      |
| Riley   | Chase Sui Wonders      | Alice Bauer         |
| Chester | Justice Smith          | Sebastian Kluckert  |
| Megan   | Martha Plimpton        | Andrea Solter       |

### Nebenbesetzung
| Rolle          | Schauspieler       | Synchronsprecher  |
| -------------- | ------------------ | ----------------- |
| Mark           | Sam Trammell       | Peter Lontzek     |
| Pablo          | Anthony Keyvan     | Fabian Kluckert   |
| Joe            | J. August Richards | Johann Fohl       |
| Patrick        | John Ross Bowie    | Rainer Fritzsche  |
| Mrs. Culpepper | Mary Birdsong      | Anke Reitzenstein |
| Sela           | Patricia De Leon   | Iris Artajo       |
| J              | Sydney Mae Diaz    | Vincent Borko     |
| Carol          | Alicia Coppola     |                   |
| Bo             | Marwan Salama      | Amadeus Strobl    |
| Lucia          | Marisela Zumbado   | Marie Hinze       |

Für die deutsche Synchronisation war die Hermes Synchron unter der Regie von Max Felder verantwortlich. Die Dialogbücher stammen von Julia Kantner und Jordana Bauch.